# Thomas Harris (Politiker, 1895)
Thomas Harris (irisch Tomás Hairis; * 1895 in Cloncurry, County Kildare; † 18. Februar 1974 im County Kildare) war ein irischer Politiker der Fianna Fáil.
Er war von 1931 bis 1957 Teachta Dála (Abgeordneter) im Dáil Éireann, dem Unterhaus des irischen Parlaments (Oireachtas).

## Biografie
Harris wuchs bei einer Tante in Prosperous im County Kildare auf. Er trat der Conradh na Gaeilge und später der Irish Brotherhood bei. Er kämpfte 1916 im Maynooth-Gruppe beim Osteraufstand. Durch eine Schussverletzung im Fuß konnte er inhaftiert werden. Im Unabhängigkeitskrieg kommandierte im Range eines Captains die Prosperous-Kompanie der IRA. Nach mehreren Hinterhälten wurde er im November 1920 inhaftiert und im Dezember 1921 wieder freigelassen. Er rückte dann zum IRA-Brigadekommandant in Kildare auf. Während des irischen Bürgerkrieges schlug er sich auf die Seite der Gegner des anglo-irischen Vertrages. Harris wurde von den irischen Streitkräften im Juni 1922 festgesetzt, konnte jedoch im Oktober 1922 aus dem Newbridge Camp fliehen. Er trat im Februar 1923 als Brigadekommandant zurück. Bei den Wahlen im August 1923 trat er zwar im Wahlkreis Kildare an, erhielt jedoch nur eine verschwindend geringe Stimmenzahl.
Harris wurde im September 1923 wieder inhaftiert, aber lediglich für einen Monat.
Er war dann als Landwirt tätig. Am 1. Juli 1931 wurde er bei der Nachwahl für den verstorbenen Hugh Colonan im Wahlkreis Kildare gewählt. Er konnte seinen Sitz dann bei den nachfolgenden Wahlen 1932 und 1933 verteidigen. Ab den Wahlen 1937 trat er im Wahlkreis Carlow–Kildare an, konnte aber dennoch den Sitz auch noch bei den Wahlen 1938, 1943, 1944 halten. Danach hatte er wieder im Wahlkreis Kildare anzutreten und blieb bei den Wahlen 1948, 1951 und 1954 erfolgreich. Erst bei den Wahlen 1957 verlor seinen Sitz und zog sich aus der Politik zurück.